# Куйзовка (Резинский район)
Куйзовка, Куйзэука (рум. Cuizăuca) — село в Резинском районе Молдавии. Относится к сёлам, не образующим коммуну.

## География
Село расположено примерно в 18 км к юго-западу от города Резина на высоте 148 метров над уровнем моря. Ближайшие населённые пункты — сёла Когыльничены, Бушовка, Отаки и Гидулены. Западнее села протекает река Когыльник.

## Население
По данным переписи населения 2004 года, в селе Куйзэука проживает 1458 человек (716 мужчин, 742 женщины).
Этнический состав села:
| Национальность | Число жителей | Процентный состав |
| -------------- | ------------- | ----------------- |
| молдаване      | 1424          | 97.67             |
| румыны         | 13            | 0.89              |
| украинцы       | 9             | 0.62              |
| русские        | 9             | 0.62              |
| прочие         | 3             | 0.21              |
| Всего          | 1458          | 100 %             |

## Известные жители и уроженцы
- Лупашку, Михаил Феодосьевич (1928—2016) — советский и молдавский учёный в области полевого кормопроизводства, государственный деятель.